# 411vm 5
411vm 5 je peta številka 411 video revije in je izšla marca 1994.

## Vsebina številke in glasbena podlaga
Glasbena podlaga je navedena v oklepajih.
- Chaos (Gang starr - Code of the streets)
- Switchstance (Extra prolific - Brown sugar)
- Profiles Mike Frazier, Willy Santos
- Wheels of fortune Brian Young, John McGrath, Max Schaaf, Neil Urwin, Pat Channita, Paul Zaunich, Reese Forbes, Tully Carlton
- Industry Planet Earth (De la soul - Ego trippin (instrumentalna))
- Metrospective San Jose (Raised by suess - One more week until supper)
- Transitions The ranch
- Fine tuning Jeff Taylor, Jerry Fowler / Ed Templeton, Tas Pappas / Colin McKay, Weston Correa / Gino Perez
- Road trip Kwala v Avstraliji (The specials - Gangsters)
- In depth Steve Berra
- Private property NHS cannery, Climax distibucija (Pantera - Throes of rejection, Pegboy - Witnessed)

Glasba v zaslugah je The stranglers - Get a grip on yourself